# Mount Vernon (Virginie)
Pour les articles homonymes, voir Mount Vernon (homonymie).
Mount Vernon est une census-designated place (CDP) du comté de Fairfax en Virginie, États-Unis. La population s'élevait à 28 582 personnes en 2000. La ville est proche de Mount Vernon, la maison de George Washington.

## Géographie
D'après le Bureau du recensement des États-Unis, cette census-designated place a une surface de 21,8 km2 (8,4 mi2), dont 19,7 km2 (7,6 mi2) de terre ferme et 2,1 km2 (0,8 mi2) d'eau.

## Démographie
D'après un recensement de 2000, il y a 28 582 personnes à Mout Vernon, dont 10 575 ménages, et 7 487 familles résident dans la CDP.
| Communauté                                         | Pourcentage de la population |
| -------------------------------------------------- | ---------------------------- |
| Blancs                                             | 54,42 %                      |
| Afro-américains                                    | 27,56 %                      |
| Asiatiques                                         | 6,33 %                       |
| Amérindiens                                        | 0,33 %                       |
| insulaires du Pacifique                            | 0,13 %                       |
| autres communautés                                 | 6,87 %                       |
| personnes appartenant à 2 ou plusieurs communautés | 4,26 %                       |
| Hispaniques                                        | 14,50 %                      |

Sur les 10 575 ménages, 34,4 % ont un enfant de moins de 18 ans, 51,0 % sont des couples mariés, 15,0 % n'ont pas de maris présents, et 29,2 % ne sont pas des familles. 22,6 % de ces ménages sont faits d'une personne dont 4,4 % d'une personne de 65 ans ou plus.
| Tranches d'âge  | Pourcentages de la population |
| --------------- | ----------------------------- |
| moins de 18 ans | 26,3 %                        |
| de 18 à 24 ans  | 7,9 %                         |
| de 25 à 44 ans  | 32,4 %                        |
| de 45 à 64 ans  | 24,4 %                        |
| 65 ans ou plus  | 9,0 %                         |

L'âge moyen de la population est de 36 ans. Pour 100 femmes il y  94,3 hommes. Pour 100 femmes de 18 ou plus, il y a 90,8 hommes.
Le revenu moyen d'un ménage est de $61 119, et celui d'une famille de $67 892. Les hommes ont un revenu moyen de $42 049 contre $33 543 pour les femmes. Le revenu moyen par tête est de $29 299. Près de 5,3 % des familles et 7,0 % de la population vit en dessous du seuil de pauvreté, dont 9,7 % de ceux en dessous de 18 ans et 2,4 % de ceux de 65 et plus.